# Korosi
Korosi és un volcà escut situal al Gran Vall del Rift de Kenya, a l'estrem nord del llac Baringo.

## Geologia
A diferència d'altres volcans de la vall del Rift, no conté una caldera al cim. Hi ha doms de lava en els flancs nord, alimentats de fluxos de lava traquítica.
La principal etapa volcànica del Korosi va ser el període d'entre fa 400.000 i 100.000 anys, i va comptar amb l'erupció dels fluxos de lava fluida basàltica voluminosos i la formació de cons piroclàstics al llarg d'un tall a través de l'eix nord-nord-est del volcà. Això va ser seguit per l'erupció de doms de lava de traquits i cons de pedra tosca. L'activitat més jove, consistent en la fissura alimentada amb fluxos de lava basàltica, es troba en els flancs baixos del nord baixes, entre el Korosi i el Paka, i probablement va ser coetània amb les últimes erupcions de l'Ol Kokwe, cap al sud, que són només uns pocs centenars a uns milers d'anys.
Al voltant dels cons del cim, es veuen fumaroles i terra calenta fumejant, al nord-oest, sobre una àrea de 30 km².